# NGC 6659
NGC 6659 é um aglomerado aberto na direção da constelação de Hercules. O objeto foi descoberto pelo astrônomo John Herschel em 1830, usando um telescópio refletor com abertura de 18,6 polegadas. 